# Adama Mbengue
Adama Mbengue (ur. 1 grudnia 1993 w Rufisque) – senegalski zawodnik grający na pozycji obrońcy we francuskim zespole LB Châteauroux. 